# Yphthimoides eugenia
Yphthimoides eugenia är en fjärilsart som beskrevs av Felder 1867. Yphthimoides eugenia ingår i släktet Yphthimoides och familjen praktfjärilar. Inga underarter finns listade i Catalogue of Life.